# Bo Rybeck
Bo Rybeck, född 21 januari 1935 i Hedvig Eleonora församling i Stockholm, död 16 december 2019 i Högalids församling i Stockholm, var en svensk läkare och forskare verksam inom svenska försvaret och som generaldirektör vid Försvarets forskningsanstalt (FOA).
Rybeck tog medicine licentiat-examen vid Karolinska institutet 1960 och medicine doktorsexamen 1974 vid Göteborgs universitet med avhandlingen Missile wounding and hemodynamic effects of energy absorption. Han blev docent i försvars- och katastrofmedicin vid Göteborgs universitet 1975. År 1993 erhöll han professors namn.
Han var underläkare vid Norrbackainstitutet 1960–1962 och vid Akademiska sjukhuset i Uppsala 1962–1964. Han var stabsläkare vid Stockholms kustartilleriförsvar 1964–1967 och vid kustflottan 1967–1969. Han var läkare i Övre Norrlands militärområde 1969–1970 och vid Marinstaben 1970–1975. Åren 1975–1976 var han försvarsöverläkare och 1976–1979 läkare i Arméstaben. Han var tillförordnad generalläkare 1979–1980 och ordinarie generalläkare och chef för Försvarets medicinalkår med generalmajors tjänsteklass 1981–1985. Åren 1985–1994 var han generaldirektör för Försvarets forskningsanstalt. Han var därefter generaldirektör för den nyinrättade Styrelsen för strategisk försvarsforskning under dess korta existens 1994–1995. Denna myndighet kom aldrig att få de tilltänkta forskningsrådsuppgifterna och lades därför ned.
Rybeck fortsatte därefter med konsult- och analysverksamhet i egen regi, bland annat från 1995 i företaget Bo Rybeck Research AB. Han var också delägare i forskningsföretaget Hibernon AB som utför hjärnforskning. Rybeck forskade inom kärlkirurgi, ortopedisk kirurgi, katastrofmedicin och sårballistik.
Rybeck invaldes 1970 som ledamot av Kungliga Örlogsmannasällskapet och 1980 som ledamot av Kungliga Krigsvetenskapsakademien. Han invaldes 1984 som ledamot av The American Association for the Surgery of Trauma och utsågs 1997 till hedersdoktor av Ryska militärmedicinska akademien.
Han var ledamot av Svenska militärläkarföreningens centralkommitté 1969–1979, sekreterare i Katastrofmedicinska organisationskommittén vid Försvarsmedicinska forskningsdelegationen 1971–1974, medicinsk delegat i Pakistan för Röda Korset 1972, ledamot av Delegationen för utveckling av folkrättens regler om humanitet i krig sedan 1974, medicinsk expert åt Utrikesdepartementet vid diplomatkonferensen om krigets lagar i Genève 1973–1976, ordförande i Förenta Nationernas expertmöte i Genève om nedrustningsförhandlingar rörande biologiska stridsmedel 1987.
Bo Rybeck är begravd på Grödinge gamla kyrkogård.